# Krzysztof Ratajski
Krzysztof Ratajski (* 1. Januar 1977 in Skarżysko-Kamienna) ist ein polnischer Dartspieler, welcher bei der PDC unter Vertrag steht. Sein Spitzname lautet „The Polish Eagle“, in Anlehnung an das polnische Wappentier.

## Karriere
Ratajski spielte ursprünglich Softdarts, wo er auch einige Erfolge erreichen konnte. 2008 qualifizierte sich Ratajski jedoch für die BDO World Darts Championship 2009 und begann sich stärker auf den Steeldart-Bereich zu konzentrieren. Beim World Cup of Darts 2010 vertrat Ratajski erstmals sein Land Polen zusammen mit Krzysztof Kciuk, verlor jedoch in der ersten Runde gegen das neuseeländische Duo.
2017 erreichte Ratajski einen seiner bisher größten Erfolge. Beim World Masters, einem Major-Turnier der BDO, konnte er sich im Finale gegen den Engländer Mark McGeeney mit 6:1 legs durchsetzen.
Währenddessen spielte Ratajski bereits mehrere Turniere bei der PDC, bevor er 2017 schließlich den Verband wechselte. 2018 konnte er sich aufgrund des neu geschaffenen East Europe Qualifier für mehrere European-Darts-Tour-Events qualifizieren. 2019 gelang ihm hier erstmals ein Turniersieg: bei der Gibraltar Darts Trophy mit 8:2 legs gegen Dave Chisnall.
Nach seiner ersten Teilnahme 2010 nahm Ratajski ebenfalls 2013 und nimmt seit 2017 jährlich am World Cup of Darts teil, wo er zweimal in der zweiten Runde scheiterte: 2013 zusammen mit Krzysztof Kciuk gegen Deutschland und 2019 zusammen mit Tytus Kanik gegen die Niederlande.
Bei der Weltmeisterschaft 2020 konnte er gegen Zoran Lerchbacher siegen und wurde in der 3. Runde von Nathan Aspinall mit 4:3 besiegt. Mitte Februar 2020 konnte er seinen bereits siebten Pro Tour Titel holen. Beim World Matchplay erreicht er das Viertelfinale.
Bei der Weltmeisterschaft 2021 konnte er Ryan Joyce mit 3:0 und Simon Whitlock mit 4:0 besiegen. Im Achtelfinale siegte er gegen Gabriel Clemens mit 4:3. In diesem Match vergaben beide Spieler insgesamt 16 Matchdarts. Das Viertelfinale verlor er gegen Stephen Bunting mit 5:3. Am 27. April 2021 spielte er beim Players Championship 12 gegen Keane Barry einen Neun-Darter. Beim World Matchplay 2021 und bei den World Series of Darts Finals 2021 konnte er bis ins Halbfinale vordringen, unterlag dort jedoch jeweils Dimitri Van den Bergh mit 9:17 bzw. 8:11. Vier Tage später gewann Ratajski das abschließende Turnier der Players Championships. Im Finale schlug er Joe Cullen mit 8:7. Über den Qualifier sicherte sich Ratajski einen Platz beim Grand Slam of Darts. Am entscheidenden letzten Spieltag verlor er jedoch gegen den Nordiren Nathan Rafferty und schied somit als Drittplatzierter in der Gruppenphase aus.
Beim World Cup of Darts 2023 stellte Ratajski gemeinsam mit Krzysztof Kciuk im zweiten Gruppenspiel gegen Litauen mit einem Average von 118,10 Punkten einen neuen Doppel-Weltrekord auf.

## Weltmeisterschaftsresultate

### BDO
- 2009: 1. Runde (2:3-Niederlage gegen  Edwin Max)
- 2017: 2. Runde (3:4-Niederlage gegen  Darius Labanauskas)

### PDC
- 2018: 1. Runde (1:3-Niederlage gegen  James Wilson)
- 2019: 1. Runde (2:3-Niederlage gegen  Seigo Asada)
- 2020: 3. Runde (3:4-Niederlage gegen  Nathan Aspinall)
- 2021: Viertelfinale (3:5-Niederlage gegen  Stephen Bunting)
- 2022: 2. Runde (1:3-Niederlage gegen  Steve Lennon)
- 2023: 3. Runde (1:4-Niederlage gegen  Dimitri Van den Bergh)
- 2024: 3. Runde (2:4-Niederlage gegen  Jonny Clayton)
- 2025: 3. Runde (3:4-Niederlage gegen  Kevin Doets)

## Turnierergebnisse
| Turnier                                | 2008                       | 2009                       | 2010                       | 2011                       | 2012                       | 2013               | 2014                       | 2015                       | 2016                       | 2017                       | 2018                           | 2019                           | 2020                           | 2021                           | 2022                           | 2023                           | 2024                           | 2025                           |
| -------------------------------------- | -------------------------- | -------------------------- | -------------------------- | -------------------------- | -------------------------- | ------------------ | -------------------------- | -------------------------- | -------------------------- | -------------------------- | ------------------------------ | ------------------------------ | ------------------------------ | ------------------------------ | ------------------------------ | ------------------------------ | ------------------------------ | ------------------------------ |
| BDO-Major-Turniere                     |                            |                            |                            |                            |                            |                    |                            |                            |                            |                            |                                |                                |                                |                                |                                |                                |                                |                                |
| Weltmeisterschaft                      | n/q                        | R1                         | nicht qualifiziert         | nicht qualifiziert         | nicht qualifiziert         | nicht qualifiziert | nicht qualifiziert         | nicht qualifiziert         | nicht qualifiziert         | AF                         | n/t                            | n/t                            | n/t                            | Verband insolvent              | Verband insolvent              | Verband insolvent              | Verband insolvent              | Verband insolvent              |
| World Trophy                           | nicht qualifiziert         | nicht qualifiziert         | nicht qualifiziert         | nicht qualifiziert         | nicht qualifiziert         | nicht qualifiziert | nicht qualifiziert         | nicht qualifiziert         | R1                         | n/q                        | n/t                            | n/t                            | n/a                            | Verband insolvent              | Verband insolvent              | Verband insolvent              | Verband insolvent              | Verband insolvent              |
| World Masters                          | R1                         | R2                         | R2                         | R2                         | n/t                        | n/t                | R1                         | AF                         | R3                         | S 1                        | n/t                            | n/t                            | n/a                            | Verband insolvent              | Verband insolvent              | Verband insolvent              | Verband insolvent              | Verband insolvent              |
| PDC-Ranking-Turniere                   |                            |                            |                            |                            |                            |                    |                            |                            |                            |                            |                                |                                |                                |                                |                                |                                |                                |                                |
| Weltmeisterschaft                      | nicht teilgenommen         | nicht teilgenommen         | nicht teilgenommen         | nicht teilgenommen         | nicht teilgenommen         | nicht teilgenommen | nicht teilgenommen         | nicht teilgenommen         | nicht teilgenommen         | n/q                        | R1                             | R1                             | R3                             | VF                             | R2                             | R3                             | R3                             | R3                             |
| World Masters                          | nicht ausgetragen          | nicht ausgetragen          | nicht ausgetragen          | nicht ausgetragen          | nicht ausgetragen          | nicht ausgetragen  | nicht ausgetragen          | nicht ausgetragen          | nicht ausgetragen          | nicht ausgetragen          | nicht ausgetragen              | nicht ausgetragen              | nicht ausgetragen              | nicht ausgetragen              | nicht ausgetragen              | nicht ausgetragen              | nicht ausgetragen              | VR                             |
| UK Open                                | nicht teilgenommen         | nicht teilgenommen         | nicht teilgenommen         | nicht teilgenommen         | nicht teilgenommen         | nicht teilgenommen | nicht teilgenommen         | nicht teilgenommen         | nicht teilgenommen         | nicht teilgenommen         | R5                             | AF                             | R4                             | VF                             | R4                             | R4                             | R5                             | AF                             |
| World Matchplay                        | nicht qualifiziert         | nicht qualifiziert         | nicht qualifiziert         | nicht qualifiziert         | nicht qualifiziert         | nicht qualifiziert | nicht qualifiziert         | nicht qualifiziert         | nicht qualifiziert         | nicht qualifiziert         | n/q                            | AF                             | VF                             | HF                             | AF                             | R1                             | AF                             | n/q                            |
| World Grand Prix                       | nicht qualifiziert         | nicht qualifiziert         | nicht qualifiziert         | nicht qualifiziert         | nicht qualifiziert         | nicht qualifiziert | nicht qualifiziert         | nicht qualifiziert         | nicht qualifiziert         | nicht qualifiziert         | n/q                            | R1                             | R1                             | VF                             | AF                             | AF                             | n/q                            |                                |
| European Championship                  | nicht teilgenommen         | nicht teilgenommen         | nicht teilgenommen         | nicht teilgenommen         | nicht teilgenommen         | nicht teilgenommen | nicht teilgenommen         | nicht teilgenommen         | n/q                        | R1                         | n/q                            | R1                             | R1                             | R1                             | R1                             | AF                             | n/q                            |                                |
| Grand Slam                             | nicht qualifiziert         | nicht qualifiziert         | nicht qualifiziert         | nicht qualifiziert         | nicht qualifiziert         | nicht qualifiziert | nicht qualifiziert         | nicht qualifiziert         | nicht qualifiziert         | nicht qualifiziert         | AF                             | n/q                            | GP                             | GP                             | n/q                            | AF                             | n/q                            |                                |
| Players Championship Finals            | n/a                        | nicht teilgenommen         | nicht teilgenommen         | nicht teilgenommen         | nicht teilgenommen         | nicht teilgenommen | nicht teilgenommen         | nicht teilgenommen         | nicht teilgenommen         | nicht teilgenommen         | AF                             | R2                             | R1                             | R2                             | AF                             | R1                             | R2                             |                                |
| Turniere ohne Einfluss auf das Ranking |                            |                            |                            |                            |                            |                    |                            |                            |                            |                            |                                |                                |                                |                                |                                |                                |                                |                                |
| The Masters                            | nicht ausgetragen          | nicht ausgetragen          | nicht ausgetragen          | nicht ausgetragen          | nicht ausgetragen          | nicht ausgetragen  | nicht teilgenommen         | nicht teilgenommen         | nicht teilgenommen         | nicht teilgenommen         | nicht teilgenommen             | n/q                            | n/q                            | R1                             | AF                             | R1                             | AF                             | n/a                            |
| World Cup of Darts                     | n/a                        | n/a                        | R1                         | n/a                        | n/t                        | AF                 | n/t                        | n/t                        | R1                         | R1                         | R1                             | AF                             | AF                             | AF                             | AF                             | AF                             | AF                             | GP                             |
| World Series Finals                    | nicht ausgetragen          | nicht ausgetragen          | nicht ausgetragen          | nicht ausgetragen          | nicht ausgetragen          | nicht ausgetragen  | nicht ausgetragen          | nicht teilgenommen         | nicht teilgenommen         | nicht teilgenommen         | nicht teilgenommen             | VF                             | AF                             | HF                             | n/q                            | AF                             | n/t                            |                                |
| Karrierestatistiken                    |                            |                            |                            |                            |                            |                    |                            |                            |                            |                            |                                |                                |                                |                                |                                |                                |                                |                                |
| Platzierung am Jahresende              | unbekannt                  | unbekannt                  | 25                         | unbekannt                  | unbekannt                  | –                  | ?                          | 75                         | 67                         | 30                         | 54                             | 21                             | 15                             | 12                             | 18                             | 24                             | 31                             |                                |
| Verband                                | British Darts Organisation | British Darts Organisation | British Darts Organisation | British Darts Organisation | British Darts Organisation | –                  | British Darts Organisation | British Darts Organisation | British Darts Organisation | British Darts Organisation | Professional Darts Corporation | Professional Darts Corporation | Professional Darts Corporation | Professional Darts Corporation | Professional Darts Corporation | Professional Darts Corporation | Professional Darts Corporation | Professional Darts Corporation |

| Legende zu den Turnierergebnissen | Legende zu den Turnierergebnissen | Legende zu den Turnierergebnissen | Legende zu den Turnierergebnissen | Legende zu den Turnierergebnissen | Legende zu den Turnierergebnissen | Legende zu den Turnierergebnissen | Legende zu den Turnierergebnissen | Legende zu den Turnierergebnissen | Legende zu den Turnierergebnissen |
| --------------------------------- | --------------------------------- | --------------------------------- | --------------------------------- | --------------------------------- | --------------------------------- | --------------------------------- | --------------------------------- | --------------------------------- | --------------------------------- |
| n/t                               | nicht teilgenommen                | n/q                               | nicht qualifiziert                | n/a                               | nicht ausgetragen                 | #R                                | Aus in jeweiliger Runde           | GP                                | Aus in der Gruppenphase           |
| AF                                | Achtelfinalist                    | VF                                | Viertelfinalist                   | HF                                | Halbfinalist                      | F                                 | Turnierfinalist                   | S                                 | Turniersieger                     |

## Titel

### BDO
- Majors
  - World Masters: 2017
- Weitere
  - 2008: Denmark Open
  - 2009: Czech Open
  - 2010: Latvia Open
  - 2016: Hungarian Classic
  - 2017: Polish Open

### PDC
- Pro Tour
  - Players Championships
    - Players Championships 2018: 21, 22
    - Players Championships 2019: 17, 21
    - Players Championships 2020: 4
    - Players Championships 2021: 30
    - Players Championships 2023: 9
    - Players Championships 2025: 15

  - UK Open Qualifiers
    - UK Open Qualifiers 2018: 6

  - European Darts Tour
    - European Darts Tour 2019: Gibraltar Darts Trophy
    - European Darts Tour 2023: German Darts Open
- Secondary Tour Events
  - PDC Challenge Tour
    - PDC Challenge Tour 2018: 14

### Andere
- 2009: Poland National Championships

## Privates
Ratajski ist mit der Dartspielerin Karolina Podgórska liiert.